# William Sidney, 1. Viscount De L’Isle

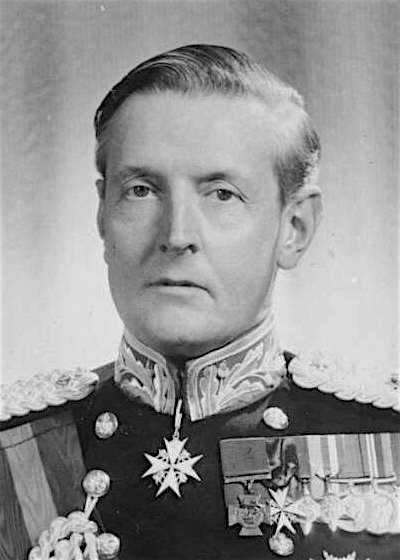
William Sidney, 1. Viscount De L’Isle, 1962

William Philip Sidney, 1. Viscount De L’Isle, VC, KG, GCMG, GCVO, KStJ, PC (* 23. Mai 1909 in Chelsea, London; † 5. April 1991 in Tonbridge, Kent) war ein hochdekorierter britischer Offizier, später dann Politiker und unter anderem fünfzehnter Generalgouverneur Australiens.

## Frühes Leben
Er wurde 1909 im Londoner Stadtteil Chelsea als Sohn von William Sidney, 5. Baron De L’Isle and Dudley und dessen Ehefrau Winifred Agneta Yorke Bevan geboren. Er besuchte das Eton College, studierte am Magdalene College der University of Cambridge und erlangte eine Zulassung als Chartered Accountant.
Am 8. Juni 1940 heiratete Sidney seine Frau Jacqueline Corrine Yvonne Vereker (1914–1962), die Tochter von Feldmarschall John Vereker, 6. Viscount Gort, dem Oberbefehlshaber der British Expeditionary Force in Frankreich während des Zweiten Weltkriegs. Sidney und seine Frau hatten fünf Kinder (ein Junge, vier Mädchen).

## Militärische Laufbahn
Im Juni 1929 trat er als Second Lieutenant der Grenadier Guards in die British Army ein. Er stieg bis in den Rang eines Captain und Temporary Major auf. Während des Zweiten Weltkriegs diente Sidney bei den Grenadier Guards in Frankreich und Italien. Mit wenigen Männern verteidigte er bei Anzio während der Operation Shingle eine Strandstellung gegen deutsche Truppen. Später führte er einen weiteren Gegenangriff, bei dem die Deutschen zurückgedrängt wurden. Nach dem nächsten Angriff wurde ein Soldat von Sidneys Trupp getötet sowie ein Soldat verletzt. Er selbst wurde ebenfalls schwer verwundet und verlor viel Blut. Trotz seiner Schwäche aufgrund des Blutverlustes ermutigte er weiter seine Männer zu kämpfen und konnte schließlich mit seiner Einheit den Gegner zurückdrängen. Für diesen Einsatz wurde Sidney am 30. März 1944 das Victoria-Kreuz, die höchste Auszeichnung des Vereinigten Königreichs für überragende Tapferkeit im Angesicht des Feindes, verliehen.

## Politische Karriere

### House of Commons und House of Lords
Bei einer Nachwahl im Wahlbezirk Chelsea wurde Sidney 1944 ohne Gegenkandidat als Abgeordneter der Conservative Party ins britische House of Commons gewählt.
Beim Tod seines Vaters im Juni 1945 erbte Sidney dessen Titel als 6. Baron De L’Isle and Dudley und den damit verbundenen Sitz im House of Lords. Er schied dadurch aus dem House of Commons aus. Im Jahr 1951 wurde Sidney ins Privy Council aufgenommen und unter Winston Churchill Staatssekretär für Luftfahrt. Letzteren Posten hielt er bis 1955 vier Jahre lang. In dieser Zeit reiste er auch nach Australien, wo er zur Waffenforschung die Woomera Prohibited Area besuchte und sich mit Premierminister Robert Menzies traf.
Am 12. Januar 1956 wurde Sidney zum erblichen Viscount De L’Isle erhoben.

### Generalgouverneur
Nach dem plötzlichen Tod von William Morrison, 1. Viscount Dunrossil im Jahr 1961 schlug Menzies die Ernennung Sidneys als Generalgouverneur Australiens vor. Er erfüllte das Amt mit Würde und bereiste das ganze Land. Bis zum Ende seiner Amtszeit 1965 gab es keinerlei politische Probleme, da die Regierung um Robert Menzies gefestigt war.
Am 11. Mai 1961 wurde er zum Knight Grand Cross des Order of St. Michael and St. George und am 14. März 1963 zum Knight Grand Cross des Royal Victorian Order geschlagen. Zudem wurde er als Knight of Justice in den Order of Saint John aufgenommen.

## Späte Jahre
1965 erbte er von seinem entfernten Verwandten Sir Sidney Shelley, 8. Baronet (1880–1965) auch den Adelstitel 9. Baronet, of Castle Goring in the County of Sussex, der 1806 in der Baronetage of the United Kingdom, verliehen worden war. Er erweiterte daraufhin sein Familienwappen um das der Familie Shelley.
Nach dem Tod seiner ersten Gattin 1962 heiratete er in zweiter Ehe am 24. März 1966 in Paris Margaret Shoubridge, Witwe des Wilfred Bailey, 3. Baron Glanusk.
Auch nach dem Ende seiner Amtszeit als Generalgouverneur interessierte ihn die Entwicklung Australiens und so besuchte er das Land mehrfach, zuletzt zur Feier des 200. Geburtstags Australiens 1988. Zu diesem Anlass enthüllte er eine Bronzestatue, die nun auf dem Grundstück des Government House in Canberra steht.
Am 23. April 1968 wurde Sidney als Knight Companion in den Hosenbandorden aufgenommen. Er war einer von nur drei Briten, denen sowohl die höchste militärische Auszeichnung (Victoria-Kreuz) als auch der höchste Ritterorden verliehen wurde.
De L’Isle vertrat auch nach seinem Rückzug aus der Politik weiter konservative Ansichten und war Mitbegründer der britischen Freedom Association, die sich für freie Märkte einsetzte.
Am 5. April 1991 starb Viscount De L’Isle in Tonbridge. Er wurde in der Sidney-Familiengruft der St. John the Baptist Church in Penshurst begraben. Seine Adelstitel gingen auf seinen Sohn über.